# Historia de Poitiers
La historia de Poitiers, ciudad francesa del departamento de Vienne, se remonta a principios del siglo I a. C.

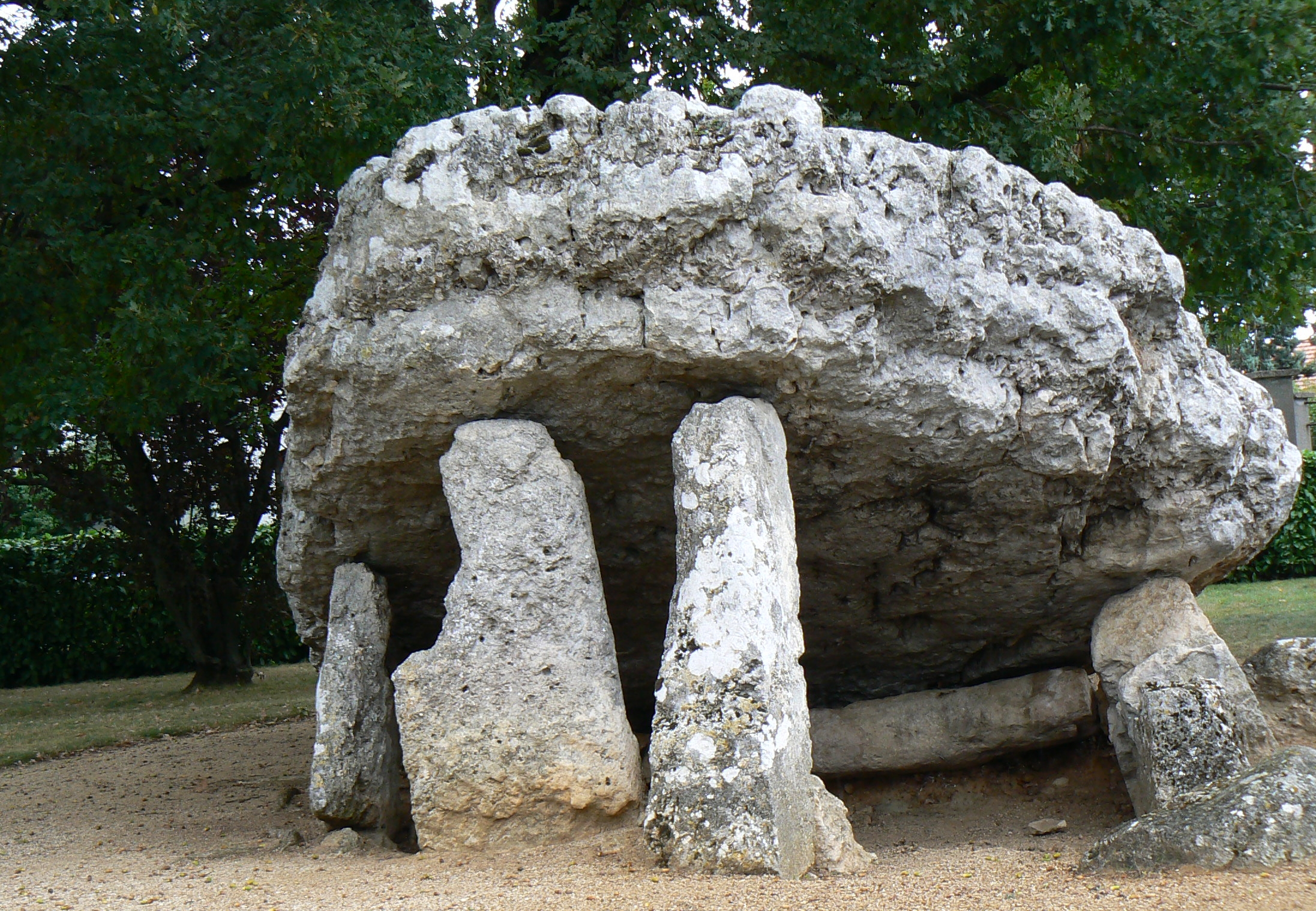
Dolmen megalítico en Poitiers

## Antigüedad
Antes de que llegara Julio César a la villa, esta ya existía. Era un oppidum galo llamado Limonum (lodo). Los pictones estaban divididos entre aquellos que apoyaban a Julio César y los que apoyaban a Vercingetórix, la villa sufrió un asedio en el 52 a. C. El jefe de los Andecaus, Dummacos, reunió a sus guerreros y los pictones anti-romanos acorralaron al jefe de las huestes de César, el Picton Duratios. La intervención de los legados Caius Caninius y Caius Fabius, obligó a Dummacos a levantar el asedio.
Los romanos acondicionaron la villa en el siglo I de nuestra Era, construyendo anfiteatros que podían acoger a un total de 20.000 a 30.000 personas. Asimismo construyeron termas y varios acueductos alimentados por el río Fleury, algunos de los cuales todavía sirven para conducir el agua a Poitiers.
Es posible que, en el siglo II de nuestra Era, la villa hubiera sido la capital de Aquitania. Se tiene constancia de que Burdeos no fue una capital hasta el siglo III, y no hay mención alguna que atestigüe que Saintes fuera la capital en el siglo II.
En el siglo III se construyó una gruesa muralla que rodeaba la villa que quedó constreñida en la cumbre del promontorio. Con 42 ha. intra muros, contra, por ejemplo, las 32 ha. en Burdigala (Burdeos) capital de la provincia, no obstante es una de las superficies más grandes rodeada de murallas de la Galia antigua. Únicamente las villas próximas a Germania sobrepasaban esta amplitud: Tréveris con 282 ha., Maguncia, Colonia y Metz.
San Hilario de Poitiers evangelizó la villa en el siglo IV. La construcción del baptisterio de Saint-Jean data de esa época.
En el siglo V las tropas de los federalistas sármatas y taifales fueron derrotadas.

## Edad Media
En la época medieval, Poitiers, se benefició de su posición defensiva y de su situación geográfica que la mantenía alejada del poder real. Esta situación le permitió mantener una relativa autonomía en el seno del principado aquitano.

### Alta Edad Media
Residencia de los reyes visigodos, Poitiers dio acogida a Alarico II antes de la Batalla de Vouillé, en 507, en la que fue derrotado por Clodoveo I. El hijo de Carlomagno, rey de Aquitania, hizo construir en la villa uno de sus cuatro palacios en Chasseneuil-du-Poitou.
Sede de un obispado desde el siglo IV la ciudad fue, también, la capital del condado de Poitou cuyos condes gobernaban un importante principado que reagrupaba Poitou y Aquitania.
La abadía Sainte-Croix fue fundada por santa Radegunda en el siglo VI que abandonó a su marido Clotario I. La abadía se llamó así Santa Cruz, porque el emperador Justino I hizo donación a la reina de un pedazo de la Verdadera Cruz. Es, también, la época de Venancio Fortunato, obispo y poeta.
Poitiers presenta un buen ejemplo de la continuidad de las magistraturas urbanas del período romano, ya que su curia municipal seguía funcionando en el año 651.
Algunas aldeas fortificadas se establecieron alrededor de la villa, en el promontorio: próximas a las abadías de (Santa Cruz, abadía de San Hilario, Montierneuf, en el siglo XI). En esa época se diferenciaba a los ciudadanos, habitantes de la ciudad fortificada por los romanos; los burgueses, habitantes de las aldeas y los rústicos o campesinos que vivían en el promontorio pero fuera de una aldea protectora. Esta distinción desapareció con la construcción de la muralla medieval que rodeó todo el promontorio, villa, aldeas y espacios intermedios.
En el siglo IX el nombre de Grand-rue apareció en los mapas. Es la mención más antigua de una calle que se conserva en Europa. Esta calle es la menos empinada para subir, desde el vado (actual puente Saint-Joubert) hasta la cima de la meseta y es, asimismo, un itinerario que se remonta a la Edad del Hierro. Orientada, más o menos, hacia el Este-Oeste, servía de eje Decumano en la planificación Ortogonal de las calles de la época romana. Es la calle en la que, en el siglo IX, el abad Mellebaude hizo construir el Hipogeo (cueva excavada artificialmente en los macizos rocosos) de las Dunas.

### Apogeo de los condes de Poitiers
Los condes de Poitiers llevaron a cabo la construcción de numerosas obras en la ciudad: la Iglesia de Saint-Jean de Montierneuf, construida por orden de Guillermo VIII de Aquitania; el castillo de los condes, reconstruido tras el incendio de 1043 y embellecido por Leonor de Aquitania al igual que el mercado mandado edificar por Leonor.
Asimismo, Leonor de Aquitania hizo construir una nueva muralla en el siglo XII con una longitud de 6.000 metros, que rodeó todo el promontorio. Se construyeron dos presas en el Boivre para retener el agua de un modo permanente en el estrecho valle. En 1199 se le concedió un estatuto comarcal y se construyó el primer campanario de Europa. En 1182 la ciudad vio confirmada su importancia con la creación de un Poids le roi (despacho de pesos y medidas) al mismo tiempo que se creaban las ferias más importantes en Champaña, Provins, Troyes y Albi.
Los Hospitalarios de Saint-Jean que sustituyeron a los Templarios instalaron en Poitiers su gran priorato de Aquitania.
El camino de Santiago de Compostela pasa por Poitiers. La ciudad recibe un gran número de peregrinos que se detienen en ella para venerar las reliquias de Santa Radegunda o de San Hilario.

### Poitiers entreCapetoseingleses
Los matrimonios de Leonor de Aquitania propiciaron que, Poitiers, perteneciera, sucesivamente, tanto a los dominios reales franceses, como a los ingleses. A partir de su segundo matrimonio, Leonor, pasó mucho más tiempo en Poitiers y dirigió su principado de manera autónoma.
En el siglo XIV, la ciudad fue otorgada, como patrimonio, al tercer hijo de Juan el Bueno, el duque Juan I de Berry (promotor de Las muy ricas horas del Duque de Berry). Enriqueció el palacio medieval de los condes de Poitiers y rehabilitó el torreón Maubergeon.
Durante las jornadas más penosas de la Guerra de los Cien Años la ciudad albergó el Parlamento real en 1418. También en Poitiers se llevó a cabo el interrogatorio con el que fue examinada Juana de Arco en 1429, antes de que le fuera otorgado el beneplácito para dirigir el ejército real. Aprovechándose del favor real y de la presencia de varios eruditos exiliados, Poitiers obtuvo el permiso para la creación de una universidad en 1431. A finales del siglo XV contaba con un censo de 4.000 estudiantes.
Con los impresores y los editores gravitando alrededor de la institución, la ciudad se convirtió en un centro intelectual, reputado por su facultad de derecho. Rabelais estuvo frecuentemente en la ciudad, y Calvino estuvo predicando en ella.

## DelsigloXVIal presente
La ciudad se adormeció económicamente, poco a poco, durante el Renacimiento adquiriendo la imagen de una antigua ciudad, con sus tortuosas calles que no han experimentado cambio alguno. De hecho, pocos cambios se realizaron en esta época en el tejido urbano, aparte de la apertura de la calle Tranchée y la construcción de los puentes que sustituyeron a los antiguos vados. Durante el Renacimiento se construyeron algunos palacios particulares, como los palacios de Jean Baucé, Fumé y Berthelot.
Los poetas Joachim du Bellay y Pierre Ronsard se relacionaron con la Universidad de Poitiers antes de irse a París, aunque Descartes sólo hable de ella para denigrarla.
La ciudad debe su prosperidad, esencialmente, a sus funciones administrativas: justicia real, obispado, monetarios, y a la intendencia de la generalidad de Poitou. Debido a esta intendencia, Poitiers, experimentó alguna evolución a finales del siglo XVIII: el vizconde de Blossac, intendente desde 1750 a 1784 hizo construir un jardín a la francesa de 9 hectáreas que lleva su nombre, con paseos rectilíneos sombreados, verdes jardines y un quiosco de música. También ordenó demoler la muralla que hizo construir Leonor de Aquitania y planificó las calles que la reemplazaron. Estas calles evitan que la principal carretera que conduce de París a Burdeos atraviese la ciudad. Asimismo, con el fin de adecuar los itinerarios se construyó, en 1778 el Pont-Neuf.

### ElsigloXIX
En el siglo XIX se construyeron numerosos cuarteles que convirtieron a Poitiers en una ciudad de guarnición, alejada de las fronteras:
- el cuartel de Aboville (instrucción de reclutas) en las Dunas, se terminó en 1878;
- se añadieron el parque de artillería y el parque de abastecimento;
- el cuartel Dalesme, ubicado en el antiguo monasterio de Monttierneuf;
- caserna de Santa Catalina, en un antiguo monasterio;
- un campo de tiro en Vouillé que completó el dispositivo.

Durante el Segundo Imperio la ciudad se modernizó un poco, especialmente con motivo de la construcción de la vía ferroviaria de Poitiers. La estación se construyó sobre los antiguos pantanos resecados de Boivre en los años 1850 y fue bombardeada durante la Segunda Guerra Mundial. Se construyó una rampa para salvar el montículo de treinta metros que se hallaba entre el viejo centro de la ciudad y la estación (paseo Soferino) a cuya salida se construyó el ayuntamiento, un nuevo edificio estilo de Luis XIII (de piedra blanca); la plaza del ayuntamiento se construyó, también, con este estilo.

## Batallas
Poitiers intervino en dos grandes batallas:
- Primera batalla de Poitiers, en 732, victoria de los francos dirigidos por Carlos Martel, derrota de los árabes.

- Segunda batalla de Poitiers en 1356 que tuvo lugar en Nouaillé-Maupertuis, victoria de los ingleses dirigidos por el Príncipe Negro, contra los franceses de Juan el Bueno.